# Santa Barbara (Viterbo)
Santa Barbara è un quartiere residenziale e terziario di Viterbo, nel Lazio. Si trova nella periferia nord della città. Dista 4 km dal centro e si è sviluppato soprattutto a partire dagli anni '90 del XX secolo.

## Posizione
Il quartiere Santa Barbara sorge nella zona settentrionale di Viterbo, in un quadrilatero irregolare delimitato a ovest da strada Teverina, a nord dal tracciato del raccordo autostradale Civitavecchia-Orte, a est dalla strada comunale Capretta e a sud dal tracciato della circonvallazione Giorgio Almirante (tangenziale di Viterbo).
Santa Barbara è servito dal trasporto pubblico locale viterbese gestito dalla società Francigena.

## Storia
Il quartiere Santa Barbara non ha alcuna memoria storica ed è sorto su aree precedentemente agricole o incolte, attraversate dall'allora strada campestre Santa Barbara che ha dato il nome al quartiere. 
Negli anni 1960, in prossimità di sstrada Teverina, viene predisposta un'area da destinare a impianti sportivi. Nascono così il campo sportivo scolastico "Domenico Mancinelli" per l'atletica leggera, il campo da rugby "Sandro Quatrini", il campo da baseball "Giancarlo Massini", il bocciodromo comunale e il centro sportivo Santa Barbara con campi da calcio a 5.
Il quartiere vero e proprio si sviluppa a partire dagli anni 1990 con l'edificazione della chiesa di Santa Barbara Vergine e Martire (1994) e di un gruppo di condomini di edilizia residenziale pubblica e cooperativa che costituiscono il primo nucleo del quartiere. 
Un successivo sviluppo del quartiere, a partire dalla fine degli anni '90 e per tutto il primo decennio degli anni 2000, interessa l'area ad est rispetto al nucleo originario

## Monumenti e luoghi di interesse
La Chiesa di Santa Barbara Vergine e Martire è stata costruita nel 1994. È composta da una navata unica e dalla cappella del SS. Sacramento sul lato destro; annesso alla chiesa è presente un ampio oratorio con impianti sportivi per varie discipline.
Lungo la strada comunale Capretta è ubicato il Casaletto del Padreterno, edicola sacra risalente al XVI secolo.